# Luray, Kansas
Luray är en ort i Russell County i Kansas. Vid 2010 års folkräkning hade Luray 194 invånare.